# 가로막식도인대

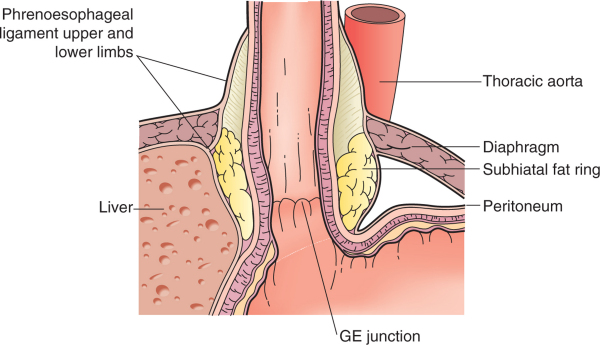
가로막식도인대는 위의 들문과 바닥 근처에 위치한다.

가로막식도인대(phrenoesophageal ligament, phrenicoesophageal ligament, phrenoesophageal membrane) 또는 횡격막식도인대(橫隔膜食道靭帶)는 식도와 가로막을 연결하는 인대이다. 가로막 아래의 근막이 연장되어 형성되며 위다리와 아래다리로 나누어져 각각 식도구멍 기준 윗면과 아랫면에 붙어 있다. 위다리는 식도를 가로막 윗면과 연결시키며 아래다리는 위의 들문을 들문패임에서 가로막 아랫면과 연결시킨다. 가로막식도인대는 호흡과 삼키기 도중 가로막과 식도가 독립적으로 움직일 수 있도록 한다.

## 참고 문헌
- Bombeck C, Dillard D, Nyhus L (1966). “Muscular anatomy of the gastroesophageal junction and role of phrenoesophageal ligament; autopsy study of sphincter mechanism”. 《Ann Surg》 164 (4): 643–54. doi:10.1097/00000658-196610000-00011. PMC 1477293. PMID 5924786.Full text 보관됨 2006-05-08 - 웨이백 머신
- Kwok H, Marriz Y, Al-Ali S, Windsor J (1999). “Phrenoesophageal ligament re-visited”. 《Clin Anat》 12 (3): 164–70. doi:10.1002/(SICI)1098-2353(1999)12:3<164::AID-CA4>3.0.CO;2-N. PMID 10340456.
- Moore, Keith L. (2010). 《Clinically Oriented Anatomy》 6판. Baltimore: Lippincott Williams & Wilkins. 262쪽. ISBN 978-07817-7525-0.